# New England Revolution
New England Revolution este o echipă de fotbal din S.U.A., care evoluează în Major League Soccer (MLS).

## Lotul actual
Din data de 8 august, 2009. 
| Nr. |                            | Poziție | Jucător                 |
| --- | -------------------------- | ------- | ----------------------- |
| 1   | Statele Unite ale Americii | P       | Matt Reis               |
| 2   | Statele Unite ale Americii | F       | Amaechi Igwe            |
| 3   | Statele Unite ale Americii | F       | Chris Albright          |
| 4   | Costa Rica                 | F       | Gabriel Badilla         |
| 5   | Ghana                      | F       | Emmanuel Osei           |
| 6   | Statele Unite ale Americii | F       | Jay Heaps               |
| 7   | Statele Unite ale Americii | M       | Wells Thompson          |
| 8   | Statele Unite ale Americii | M       | Chris Tierney           |
| 9   | Camerun                    | A       | Stephane Assengue       |
| 10  | Lituania                   | A       | Edgaras Jankauskas      |
| 13  | Statele Unite ale Americii | M       | Jeff Larentowicz        |
| 14  | Statele Unite ale Americii | M       | Steve Ralston (căpitan) |

| Nr. |                            | Poziție | Jucător                       |
| --- | -------------------------- | ------- | ----------------------------- |
| 16  | Honduras                   | M       | Mauricio Castro               |
| 19  | Statele Unite ale Americii | M       | Michael Videira               |
| 20  | Statele Unite ale Americii | A       | Taylor Twellman               |
| 21  | Grenada                    | M       | Shalrie Joseph (vice-căpitan) |
| 24  | Statele Unite ale Americii | P       | Brad Knighton                 |
| 25  | Statele Unite ale Americii | F       | Darrius Barnes                |
| 26  | Statele Unite ale Americii | M       | Nico Colaluca                 |
| 28  | Statele Unite ale Americii | M       | Pat Phelan                    |
| 29  | Gambia                     | A       | Kenny Mansally                |
| 30  | Statele Unite ale Americii | F       | Kevin Alston                  |
| 31  | Gambia                     | M       | Sainey Nyassi                 |
| 34  | Statele Unite ale Americii | P       | Bobby Shuttleworth            |

## Antrenori notabili
- Frank Stapleton (1996)
- Thomas Rongen (1997–1998)
- Walter Zenga (1999)
- Steve Nicol (1999, interim)
- Fernando Clavijo (2000–2002)
- Steve Nicol (2002—)

## Jucători notabili
| - Leonel Alvarez (1999–2001) - Adin Brown (2002–2004) - Mike Burns (1996–2000) - José Cancela (2003–2006) - Clint Dempsey (2004–2006) - Mamadou Diallo (2002) - Raúl Díaz Arce (1998) - Andy Dorman (2004–2007) - John Harkes (1999–2001) - Wolde Harris (2000–2003) | - Jay Heaps (2001–2009) - Avery John (2004–2007) - Alexi Lalas (1996–1997) - Joe-Max Moore (1996–1999; 2003–2004) - Pat Noonan (2003–2007) - Michael Parkhurst (2005–2008) - Khano Smith (2005–2008) - William Sunsing (2002–2003) - Eric Wynalda (2000–2001) - Walter Zenga (1997; 1999) |  |